# Maison Batta
Pour les articles homonymes, voir Batta.
La maison Batta est l’ancien refuge dans la ville belge de Huy de l’abbaye du Val-Saint-Lambert de Seraing. Sa construction se fait en plusieurs phases allant du XVIe au XVIIe siècle.

## Histoire
Le corps de logis principal et l’annexe remonteraient à 1575 . La tour décorée de volutes serait également de cette période. Ces parties du bâtiment sont dues à l’abbé Renier de Raizier et sont achevées sous l’abbatiat de Guillaume le Pannetier de Fraipont. 
La dernière partie de l’édifice daterait du milieu du XVIIe siècle (une pierre présente dans la construction avance la date de 1643) et est due à Michel de Taxilis. Depuis l’édification de cette nouvelle aile, la maison Batta a connu de grandes modifications. Cette aile de 1643 provoque la disparition presque totale d’un des pignons du corps de logis. Ce pignon devait à l’origine comporter la porte et diverses ouvertures dont les ornements, d'une ouverture, sont encore partiellement visibles au premier étage.
Une chapelle millésimée de 1767 est édifiée dans la maison au rez-de-chaussée. Cette modification entraine le comblement de deux baies sur le pignon au sud-ouest.
Tous les blasons ornant l’édifice ont été endommangés lors du passage des révolutionnaires français à Huy en 1802.
Une estampe datant de 1836 que l'on doit à W. H.  Bartlet montre un couvrement constitué par une pyramide surmontée d’un élément évasé soutenant un cylindre sur lequel repose une nouvelle structure pyramidale se terminant par un épi à bulbe se terminant par une pointe. Ce couvrement va connaitre d’autre modification. Il sera par la suite composé d’un toit pyramidal surmonté d’un épi à double bulbe se terminant par une pointe. À l’heure actuelle cet épi repose toujours sur un toit pyramidal mais n’a plus qu’un seul bulbe.
Durant le même siècle, les baies donnant sur la Meuse sont modifiées. Les croisées sont remplacées par de grandes fenêtres rectangulaires. Le fronton de la tour à volutes subi lui aussi des modifications, celui-ci ne se résume en effet qu’à un triangle alors qu’il présentait auparavant une construction en plusieurs registres.
Pendant, approximativement, toute la première moitié du XXe siècle les propriétaires ont installé une scierie à vapeur contre le bâtiment ce qui engendre des modifications sur la façade de l’annexe où se trouvait la scierie.
Lors de la Première Guerre mondiale le pignon sud-ouest présente des baies rebouchées mais les baies ont gardé leur croisée ou leur meneau. De nos jours une nouvelle ouverture est présente au premier étage. 
En 1940 une bombe explose et endommage la façade côté rue sur environ six mètres de large et provoque des fissures au rez-de-chaussée dans la partie nord-est du mur. Ces dégâts débouchent sur la reconstruction de ces deux parties.
En 1999 la famille Londot rachète la maison et restaurent les toits de l’annexe et des tours accolées. Le remplacement d’une cheminée et d’un velux sur un des pans de la toiture de l’annexe s’opère aussi à cette époque.
Les deux grandes lucarnes présentent dans la toiture, côté Meuse, devraient être restaurées prochainement.
L’observation in situ permet de se rendre compte de nombreux changements au niveau des pierres du bâtiment. Les linteaux, les appuis et les montants de presque toutes les ouvertures du bâtiment ne sont en effet pas d’origine et ne respectent que rarement la nature des matériaux originels. L’ajout de baies se remarque aussi sur le pignon de l’annexe.
Un bâtiment était accolé au pignon de l’aile de 1643. Cet édifice a laissé une trace sur le mur.
De 2000 à 2013, un restaurant tenu par la famille Londot occupera le rez de chaussée. 

## Description
Le corps de logis sur la façade côté rue présente trois grandes ouvertures aux deux étages. La cage d’escalier est éclairée par trois fenêtres au rez-de-chaussée et par une à l’étage. Le pignon sud-ouest présentait à l’origine deux grandes fenêtres à croisées et deux plus étroites à traverse. À l’étage ne se trouve qu’une seule grande fenêtre à croisée. La façade côté Meuse se subdivise en sept travées d’égale grandeur. Le couvrement à croupette du corps de logis, à forte pente, contient deux lucarnes de chaque côté.
L’annexe côté jardin est percée de nombreuses ouvertures, dont une porte. Son pignon sur le chemin de halage ne présente qu'une seule ouverture à l’origine. La dernière façade de l’annexe se compose de trois ouvertures, une porte et deux fenêtres à meneau. Son couvrement est un simple toit à deux pentes dénué de tous éléments.
Le tour carrée, celle qui est la plus proche de la Meuse, comporte de petites ouvertures sur la façade donnant sur la Meuse. Le couvrement est pyramidal et se termine par un épi à bulbe.
La dernière tour présente trois façades identiques hormis le fronton. Le rez-de-chaussée et le premier étage présente une grande baie à croisée. Celle du premier est ornée d’un fronton « formé de courbes, de contrecourbes terminées par des volutes »  surplombe le linteau. Le fronton se divise en trois registres. Le premier est encadré par deux volutes ayant en leur centre deux pilastres surmontés par des vases, l’espace entre ces éléments se compose de deux blasons de forme ovale surmontés d’un cercle formé par des briques et des pierres. De chaque côté de ce cercle se trouve une ancre et une pierre taillée en forme d’ovale aplati. Ce registre se termine par un cordon mouluré reliant le sommet des pilastres. Le deuxième registre est un mur de brique délimité par deux courbes concaves, ces courbes supportent un cordon mouluré qui soutient, lui aussi, à ses extrémités une pierre droite encadrant des briques et un cordon identique à lui. Le dernier registre est un demi-cercle composé de briques et d’un cordon courbe surmonté d’un vase identiques aux vases des pilastres.
La dernière aile présente un traitement similaire côté rue et côté Meuse. Les façades sont percées de nombreuses travées. Le couvrement à deux pans comporte lui aussi de nombreuses lucarnes.
Une tour carrée est accolée à ce bâtiment, elle est percée de fenêtres. Son couvrement est en forme de pyramide.

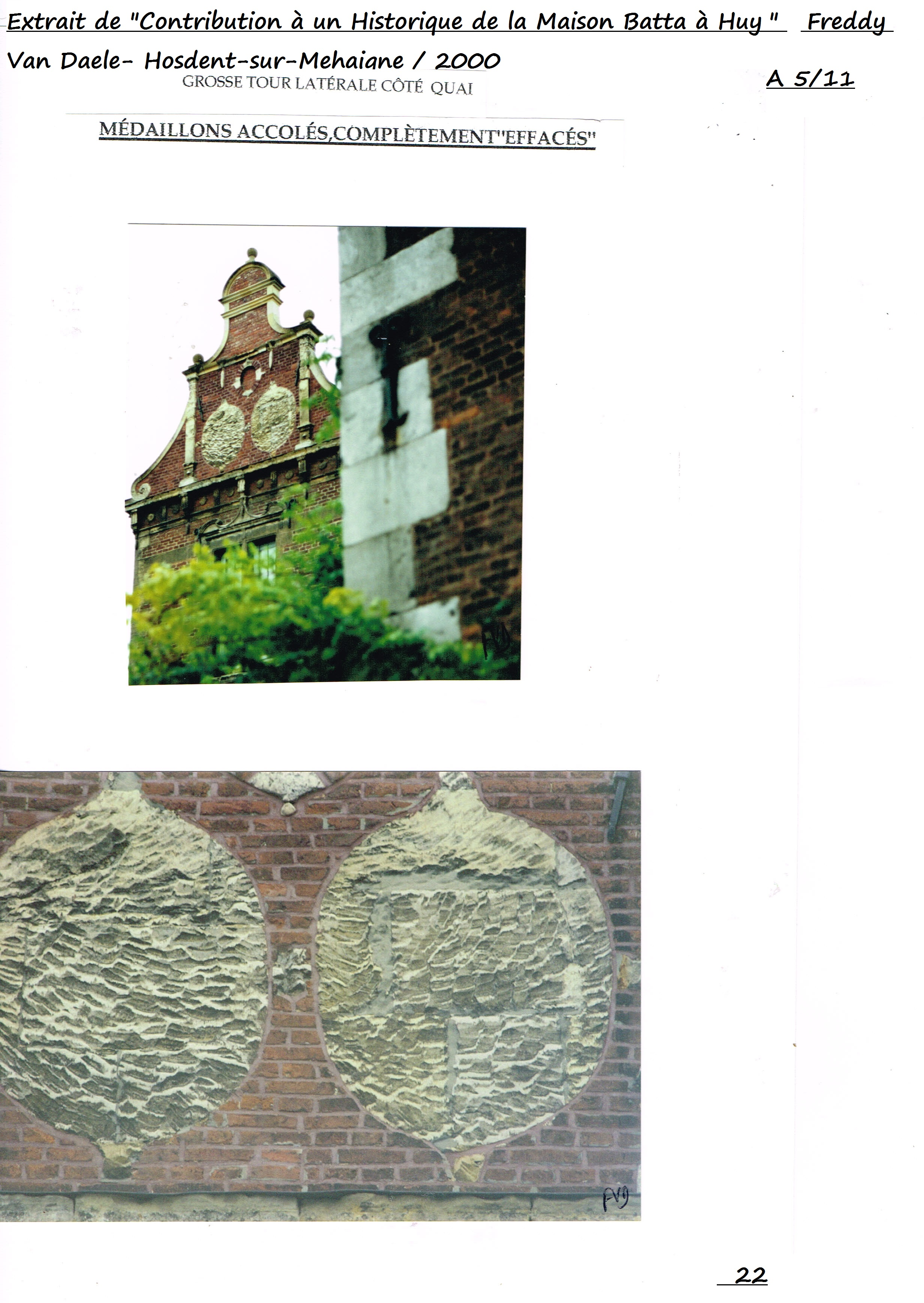
Grosse tour latérale de la Maison Batta à Huy avec ses armoiries effacées par les révolutionnaires.

## Matériaux et techniques
La maison est construite en briques et en pierres. Les pierres du rez-de-chaussée sont des pierres calcaires provenant de la région mosane, les pierres des étages supérieurs sont en grès. L’aile construite au XVIIe siècle ne présente pas cette différence de matériaux et ne se compose dès lors que de pierres calcaires. Les briques d’un rouge terne sont certainement de la région liégeoise. Les bois des charpentes et autres menuiseries sont probablement de la région et pour ce qui est des tuiles en ardoise qui pourrait venir de la localité voisine qu’est Tihange.
Les pierres calcaires présentent des traces de ciseaux aux extrémités et de gradines au centre. Certaines de ces pierres présentent aussi des traces de bouchardes.
Les pierres en grès présente un aspect lisse, peut-être dû à un lissage.

## Style
La maison Batta est constituée de constructions de plusieurs styles. Le corps de logis est dans un style Renaissance franco-italienne, la tour à volutes est en style Renaissance flamande. La dernière aile construite est en style mosan. Le fait que la construction soit une association de pierres et de briques suffit à certains auteurs, comme R. Delooz, R. Furnemont, L. Schoenmaekers et D. Reymen, pour qualifier le bâtiment, dans sa totalité, de style mosan.